# Neotyphodium tembladerae
Neotyphodium tembladerae är en svampart som beskrevs av Cabral & J.F. White 1999. Neotyphodium tembladerae ingår i släktet Neotyphodium och familjen Clavicipitaceae.   Inga underarter finns listade i Catalogue of Life.